# Augh bar

## Présentation
La mitrailleuse légère Steyr AUG HBar (Heavy Barreled Automatic Rifle), ou AUG LMG (Light MachineGun) de calibre 5,56x45 mm est issue du fusil d'assaut Steyr AUG A1. Elle est dotée d'un canon plus long, pour accroître sa portée pratique, plus lourd ; pour améliorer la résistance de l'arme à l'échauffement provoqué par le tir d'un grand nombre de munitions à une cadence de tir élevée. Elle est également munie d'un bipied léger spécifique à cette version. Il en résulte un poids sans chargeur de 4,9 kg (contre 3,8 kg pour le Steyr AUG A1), une longueur de canon de 621 mm (contre 508 mm) et une longueur totale de 900 mm (contre 805 mm),.

## Autre version
La Steyr AUG HBar-T ou LMG-T est identique à la HBar, à l'exception de l'optique intégré dans le garde-main, qui laisse la place à un rail sur lequel est montée une lunette de visée Schmidt & Bender 4x ; celle-ci peut être éventuellement remplacée par d'autres optiques de visée

## Utilisation
Son usage serait peu répandu. Elle serait notamment employée par certaines unités SWAT aux États-Unis.

## Dans la culture
- Elle apparaît dans le film Le Transporteur, où elle est utilisée par un des assassins de Wall Street pour tirer sur la maison de Frank Martin (Jason Statham)[4].et dans nikita
- Elle apparaît dans l'anime Gunslinger girl [5].
- Elle apparaît dans le jeu vidéo Call of Duty: Modern Warfare 2 [6].
- Elle apparaît dans le jeu vidéo Call of Duty: Black Ops.
- Elle apparaît dans le jeu vidéo Counter Strike, sous la dénomination "Bullpup".
- Elle apparaît dans le film Piège de cristal.
- Elle apparaît dans la Saison 3 et 4 de la série télévisée The Walking Dead.
- Elle apparaît dans le jeu vidéo Roblox Phantom Forces.
- Elle apparaît dans le jeu vidéo Fortnite de l'éditeur Epic Games. Elle y prend la forme d'une arme à rafales de rareté épique et légendaire.